# Вјекослав Клаић
Вјекослав Клаић (Гарчин, 28. јул 1848 — Загреб, 1. јул 1929) био је хрватски историчар.

## Биографија
Средњу школу похађао је у Вараждину и Загребу. Похађаоје сјемениште али га је 1867. напустио а затим је радио као учитељ. У Бечу је студирао историју и географију између 1869. и 1873. године. Предавао је као суплент у загребачкој гимназији од 1873. године и тада почиње да објављује научне радове. Између 1878. и 1882. био је усплент за хрватску историју на Филозофском факултету у Загребу, затим је поново предавао у гимназији све док 1893. није изабран за професора опште историје на Филозофском факултету. На факултету је радио све до пензионисања 1922. године. Његов интерес пре свега је био окренут изучавању хрватске историје коју је схватао веома широко обухватајући под овим појмом и Босну, Срем, Црну Гору. Полемисао је о хрватским правима на Срем и Босну и уопште се у свом научном раду поводио за тренутном правашком политиком. Ипак, пажљиво изучавање извора и тематска разноврсност убрајају га међу значајне изучаваоце хрватске историје.
У првом периоду свог рада претежно се интересовао за историју Босне. Поред низа мањих расправа написао је и дело синтетичког карактера Poviest Bosne do propasti kraljevstva које је издато у Загребу 1882. на хрватском а издато је и на немачком језику у Лајпцигу 1885. и на мађарском у Великом Бечкереку 1890. године. Све до пред Други светски рат ово дело је коришћено као значајан преглед босанке прошлости. Њена вредност састоји се пре свега у документацији коју је корисио (до тада објављене повеље, новац) а коју се занемаривали дотадашњи изучаваоци босанске прошлости који су се пре свега ослањали на дело Мавра Орбина.
Значајан је и његов преглед хрватске историје Повјест од најстаријих времена до свршетка XIX стољећа, а који није стигао да заврши (довео је дело до 1608. године).

## Критика
Српски сатирични лист из Загреба, Врач погађач је писао да отровни паук (Матица хрватска) сише српски цвјетњак, а за то вријеме блажено спава трут (Матица српска), и тако омогућује стварање хрватске културе. Један од бројних примера хрватизације српске песме и песника је рад једног од најпознатијих хрватских историчара Вјекослав Клаића. Његову Хрватску пјесмарицу је 1893. издала и наградила Матица хрватска. У песмарицу је уврстио доста популарних српских песама Ђуре Јакшића, а у песми панчевачког проте Васе Живковића Радо иде Србин у војнике, где зелене бере ловорике, променио је само субјект: Србин у Хрват. У Срђу је критикована његова објективност. Српски историчар др Никола Жутић је Клаића назвао фалсификатором великохрватства. И старији српски историчари су имали критичан став о Клаићевој објективности. Тако Панта Срећковић наводи да он, и сви други хрватски писци, намерно користе касније име Бошњак за житеље Босне, а не право историјско име Србин, које се за житеље Босне помиње у уговору Матије Нинослава и Дубровчана од 22. марта 1240., као и у бројним другим повељама владара Босне. Клаићу су Хрвати и Сремци, Славонци, Бошњаци... Луко Зоре је у књизи Дубровчани су Срби! на неколико места критиковао Клаићеву објективност (И ове Вукове ријечи чиниле су да побијесне од весеља В. Клаић..., ...али хисторик Клаић то не износи, јер му не иде у прилог...) 

## Одабрана дела
- Klaić, Vjekoslav (1905). „O krunisanju ugarskih Arpadovića za kraljeve Dalmacije i Hrvatske (1091-1207)”. Vjesnik Hrvatskoga arheološkoga društva. 8: 107—117.
- Klaić, Vjekoslav (1905). „Hrvatsko kraljevstvo u XV. stoljeću i prvoj četvrti XVI. stoljeća (1409-1526)”. Vjesnik Hrvatskoga arheološkoga društva. 8: 129—147.